# MMC 3000pro
MMC 3000pro (auch ELine 1200 EC7) ist ein Multimediasystem in der passiven Gebäudeverkabelung, also Verkabelung, die ohne eigene Stromversorgung auskommt. Der Steckverbinder ermöglicht die parallele Nutzung verschiedener Medien, wie Internet, Sprache, Bilder und auch TV-Übertragungen. Das Steckgesicht wurde von der Firma BKS in der Schweiz entwickelt und wird seit dem Jahre 1996 unter dem Namen MMC 3000pro vertrieben. Weiterhin wurde das Produkt weltweit von Leoni Kerpen unter dem Namen ELine 1200 EC7 angeboten und weiter abgewandelt. Beide Arten dieses Steckers sind nicht standardisiert.

## Multimedia bis 1,4 GHz über Twisted Pair

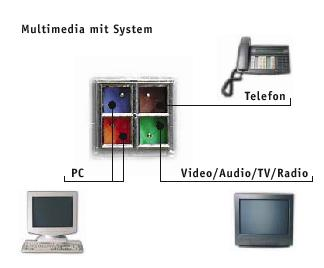
Schematische Darstellung eines Multimediasystems

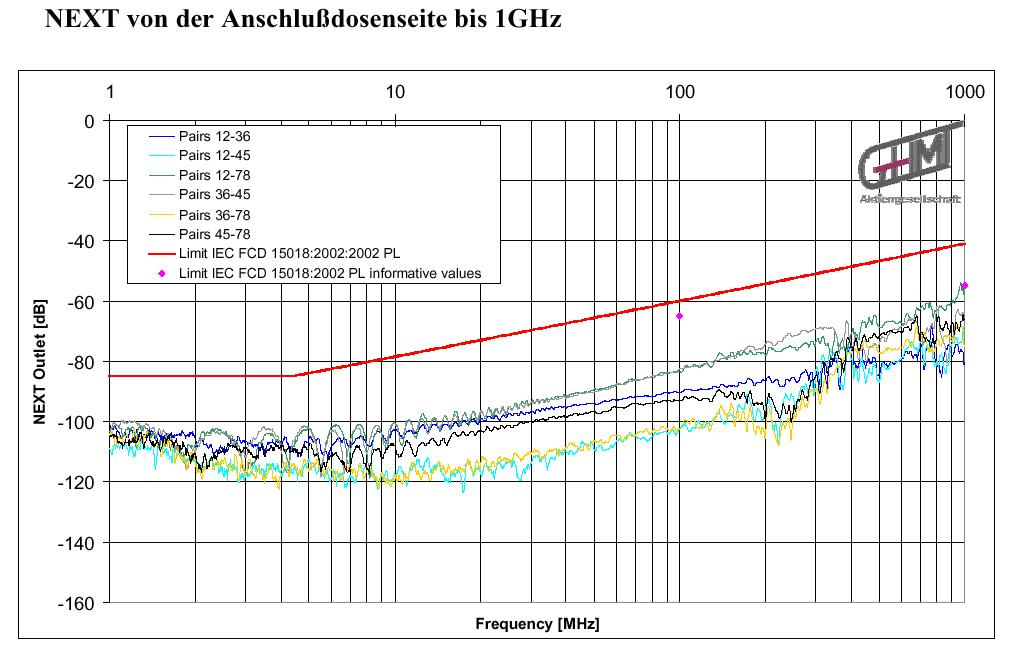
NEXT Anschlussdose bis 1 GHz

Das Prinzip der paarweisen Abschirmung dient als Vorbild für das Kammersystem des MMC 3000pro Steckerverbinders. Mit 4 einzelgeschirmten Kammern ist dies eine Abwandlung des einzelgeschirmten S/FTP Kabels. Durch die Trennung der Signalwege wird die parallele Nutzung zweier Datendienste der Klasse A bis F ermöglicht. Trotz der möglichen Probleme mit Cablesharing wird hierdurch die Gefahr von NEXT-Problemen verhindert. 

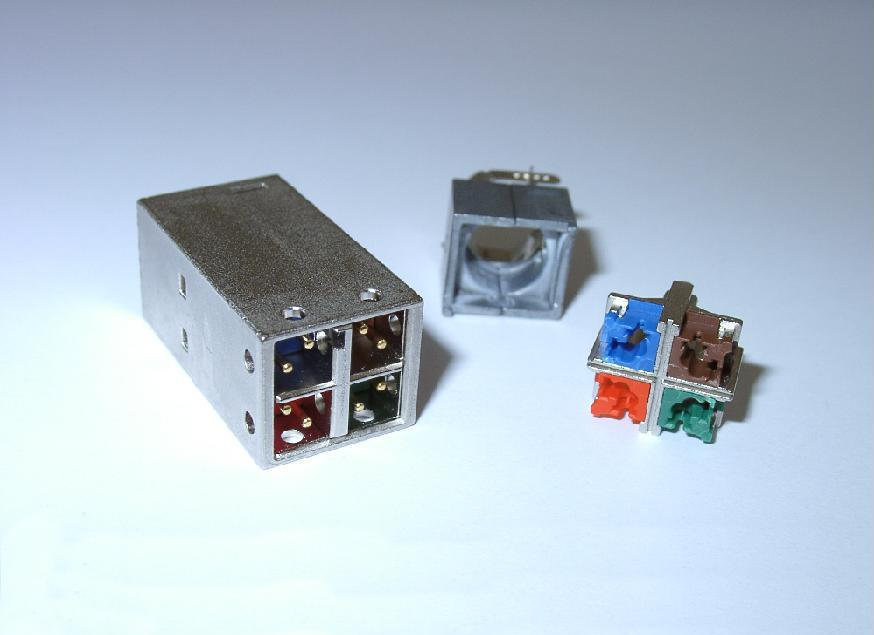
Steckverbinder

## Die Performance
MMC 3000pro / ELine 1200 EC7 ist für Anwendungen nach Klasse FA oder höher konzipiert. Das NEXT weist selbst bei 1GHZ noch große Reserven auf. Durch das Kammersystem werden verschiedenste Übersprechens-Arten verhindert, wie das Fremdübersprechen. Das Fremdübersprechen (engl. Alien Crosstalk) wird mit >120 dB (Faktor 1.000.000) gedämpft. Die Kopplungsdämpfung erfüllt die zusätzlichen Anforderungen nach Klasse FA.
Im Gegensatz zu dem Tera-Steckverbinder von Siemon oder dem GG45 von Nexans, deren Leistungsmerkmale und Abmessungen jeweils in internationalen Normen ISO/IEC, respective in der EN beschrieben wurden, handelt es sich bei dem MMC 3000pro / ELine 1200 EC7 um einen proprietären Steckverbinder, der jedoch nicht genormt ist.

## Anwendungsgebiete
Der MMC3000pro ist ebenfalls für die Nutzung von Power over Ethernet plus geeignet. Beim „Stecken unter Last“ bildet sich der Funke außerhalb des Funktionskontaktes im laufenden Betrieb. Zusätzlich weist er geringere Übergangswiderstände auf und ist damit für einen Dauerbetrieb von 30 Watt geeignet. In Kombination mit  hochwertigen S/FTP-Kabel, zum Beispiel AWG22, liegt die Temperaturerhöhung der Verkabelungsstrecke unter 5 °C.
MMC 3000pro wurde schon bei der Entwicklung speziell für die Übertragung von CATV-Signalen optimiert.